# Jon Bluming
Johannes Cornelius (Jon) Bluming (Amsterdam, 6 februari 1933 - De Bilt, 17 december 2018)  was een Nederlandse vechtsporter en filmacteur.
Hij was Grootmeester in enkele traditionele Japanse vechtsporten (budo) met hoge graden in judo (9e dan), bo-jitsu (4de dan), iai-jitsu (4de dan), jodo (4de dan), kendo (2de dan), hapkido (10e dan) en Kyokushinkai-karate (10de dan).

## Budo-loopbaan
Bluming was een leerling van de pionier van het judo in Nederland, de tandarts dr. Gerhard Schutte ("opa Schutte") uit Haarlem. Hij trainde in 1950 aan het Koreaans Judo College (KYC) in Seoel onder leiding van Choi In-Do en wijdde zich aan de traditionele Koreaanse vechtsport Taekgyeon. Bluming nam als vrijwilliger van de Koninklijke Landmacht actief deel aan de Koreaanse Oorlog en raakte enkele malen gewond. In 1959 vervolgde hij zijn judo-training in Tokio op aanbeveling van de gerenommeerde budo-historicus Donn F. Draeger. Terug in Nederland werd hij judoleraar bij de Tung Yen-judoclub te Amsterdam. Tijdens diverse reizen en stages vervolgde hij zijn studie van de Japanse vechtsporten in Frankrijk, Canada, Korea en Japan.
In 1958 werd hij in Japan toegelaten tot de beroemde Kenshusei, een speciale klas voor de 25 beste leden van het judo-instituut de Kodokan, dat in die tijd onder leiding stond van Kyuzo Mifune. In 1960 eindigde hij bij onderlinge wedstrijden op de derde plaats, achter Akio Kaminaga en Isao Inokuna, die later respectievelijk olympisch vice-kampioen en olympisch kampioen zouden worden. Hierna begon hij een intensieve budo-studie: nihon-den kobudo onder Ichitaro Kuroda en Takaji Shimizu alsook Kyokushinkai karate onder Masutatsu Oyama, van wie hij meesterleerling werd.
Bluming was in 1964 in belangrijke mate betrokken bij de oprichting van de International Karate Organization (IKO). Hij was de eerste buitenlander die les gaf in karate in het land van herkomst en bracht het Kyokushinkai karate in Europa (1961). Op 15 januari 1965 verleende Mas Oyama hem als erkenning voor zijn verdiensten de 6de dan Kyokushin karate. Bluming was de eerste niet-Japanse karateka die deze eer te beurt viel. Op 4 september 1994 werd hij voor zijn inzet voor het internationale karate geëerd met de 10de dan, verleend door de vijf grootste Japanse karate-organisaties. Bluming was nationaal karatetrainer in Nederland en België. Hij richtte in 1962 de Nederlandse Karate Associatie (NKA) op, in 1968 de Europese Karate Organisatie (EKO) en in 1996 na het uittreden uit de IKO de Kyokushin Budo Kai (KBK). Deze organisatie verliet hij in 2006 nadat hij in maart op de Europese Kyokushin kampioenschappen in Den Haag, tijdens een speech Gerard Gordeau van de Kamakura dojo tot opvolger en Kancho van de KBK had benoemd. Later werd de Kokusai (International) Budo (Martial Arts) Kaikan (Federation) (IBK) opgericht. Binnen de International Budo Kaikan werden er twee divisies opgericht namelijk een Kyokushin Full Contact Karate divisie die werd toegewezen aan Kancho (Chairman) Jan De Bruin met niemand minder dan Kenji Kurosaki als Meiyo Kaicho (Honorary President) en een Kyokushin Budokai All-Round Fighting divisie die de specifieke Jon Bluming no-nonsense stijl vertegenwoordigt en die werd toegewezen aan Kancho (Chairman) Eric Van Vaerenbergh met niemand minder dan Chris Dolman als Meiyo Kaicho (Honorary President) en Eric's twee Tokubetsu Komon (Special Advisors) Marc Howes en Tom Madsen.
Tot Kaiso Jon Bluming's vele leerlingen behoren onder andere de Karateka's Hideyuki Ashihara, Koning Juan Carlos I van Spanje, Jan H. Kallenbach, Geert J. Lemmens, Otti Roethof en Alain Sétrouk, alsmede de judoka's Chris Dolman en Wim Ruska.
Begin jaren zestig daagde Bluming Anton Geesink meermalen tevergeefs uit tot een tweegevecht. Omdat beide judoka's waren aangesloten bij rivaliserende judobonden (NAJA, respectievelijk NJJB) is het nooit tot zo'n krachtmeting gekomen. Ook had dit tot gevolg dat Bluming, anders dan Geesink, niet mocht deelnemen aan internationale judokampioenschappen.
In 2013 werd Kaicho Jon Bluming officieel opgenomen in de CBME's Internationale Hall of Fame van de Martial Arts
In 2024 werd op vraag van de familie Bluming de titel Kaicho (President) vervangen door de titel Kaiso (Founder)

## Persoonlijk
Jon was 7 jaar toen de Duitsers Nederland binnenvielen. Van zijn joodse vriendjes is er later maar één teruggekeerd. Na de oorlog voelde hij dat hij de Amerikanen, zijn bevrijders, moest steunen en meldde zich als 17-jarige aan als vrijwilliger voor Korea. Hij raakte er drie keer gewond en in Hoengsong verloor hij 27 kameraden.
Later kreeg hij door de corruptie in het huidige Zuid-Korea de overtuiging dat zijn inzet voor niets was geweest en na 50 jaar kreeg hij alsnog last van een oorlogssyndroom. Voor zijn inzet in Korea kreeg hij later de Forgotten Hero Medal.
Door zijn bekendheid en de vechtsport werd hij geassocieerd met de onderwereld. Justitie arresteerde hem tweemaal, maar hij werd beide keren vrijgesproken. In 1979 werd hij door bankovervallers "erbij gelapt". Ook deze keer werd hij vrijgesproken en kreeg hij 280.000 gulden schadeloosstelling. Bluming overleed op 85-jarige leeftijd in zijn woonplaats De Bilt.

## Auteur
Bluming publiceerde in 1967, samen met mede-auteur Kenji Kurosaki en fotograaf Ab Pruis, twee standaardwerken (Kyokushinkai Karate 1/2) en in 1999 zijn biografie: The History of Jon Bluming (van straatschoffie tot 10e dan).

## Filmografie

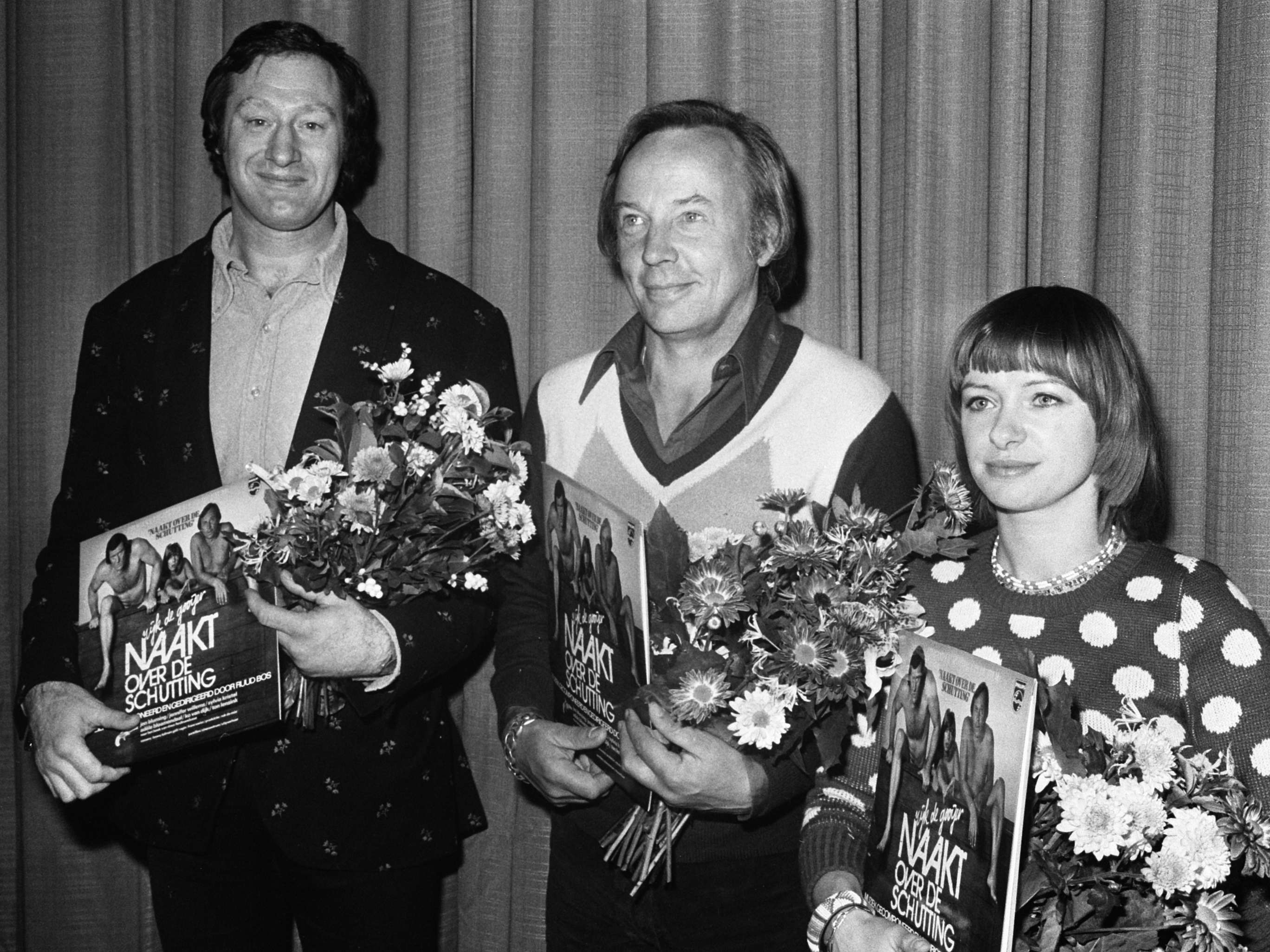
Jon Bluming (l.) bij de première van Naakt over de schutting

Daarnaast werkte Bluming mee aan talrijke, voornamelijk Nederlandse filmproducties.

### Film
- Modesty Blaise (1966), Verenigd Koninkrijk
- De worstelaar (1970) (korte film)
- De inbreker (1972)
- Turks fruit (1973)
- Naakt over de schutting (1973)
- De vijf van de vierdaagse (1974)
- Zwaarmoedige verhalen voor bij de centrale verwarming (1975)
- Hoge hakken, echte liefde (1981)
- De boezemvriend (1982)
- Moord in extase (1984)
- De ijssalon (1985)
- Field of Honor (1986)
- De Ratelrat (1987)

### Televisie
- Hollands Glorie (Bulle Brega) (1977-1978)
- Bassie & Adriaan en de Plaaggeest (1978) Man in het restaurant
- Dossier Verhulst, alf 12: Een Nieuwe Zet (1987)